# Maasplassen

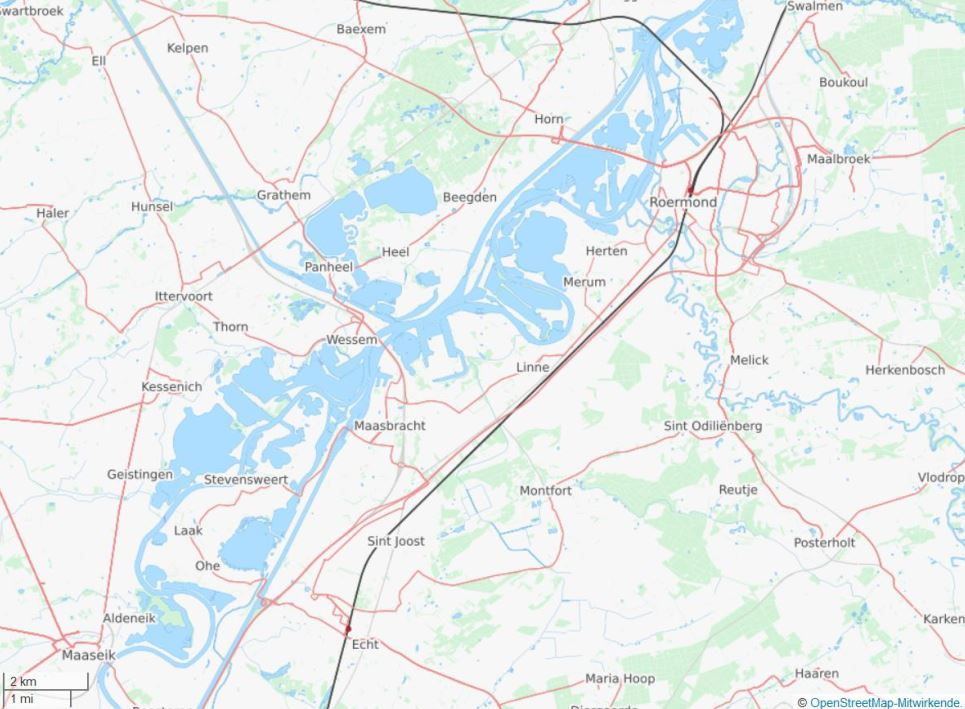
De Maasplassen ter hoogte van Maaseik en Roermond

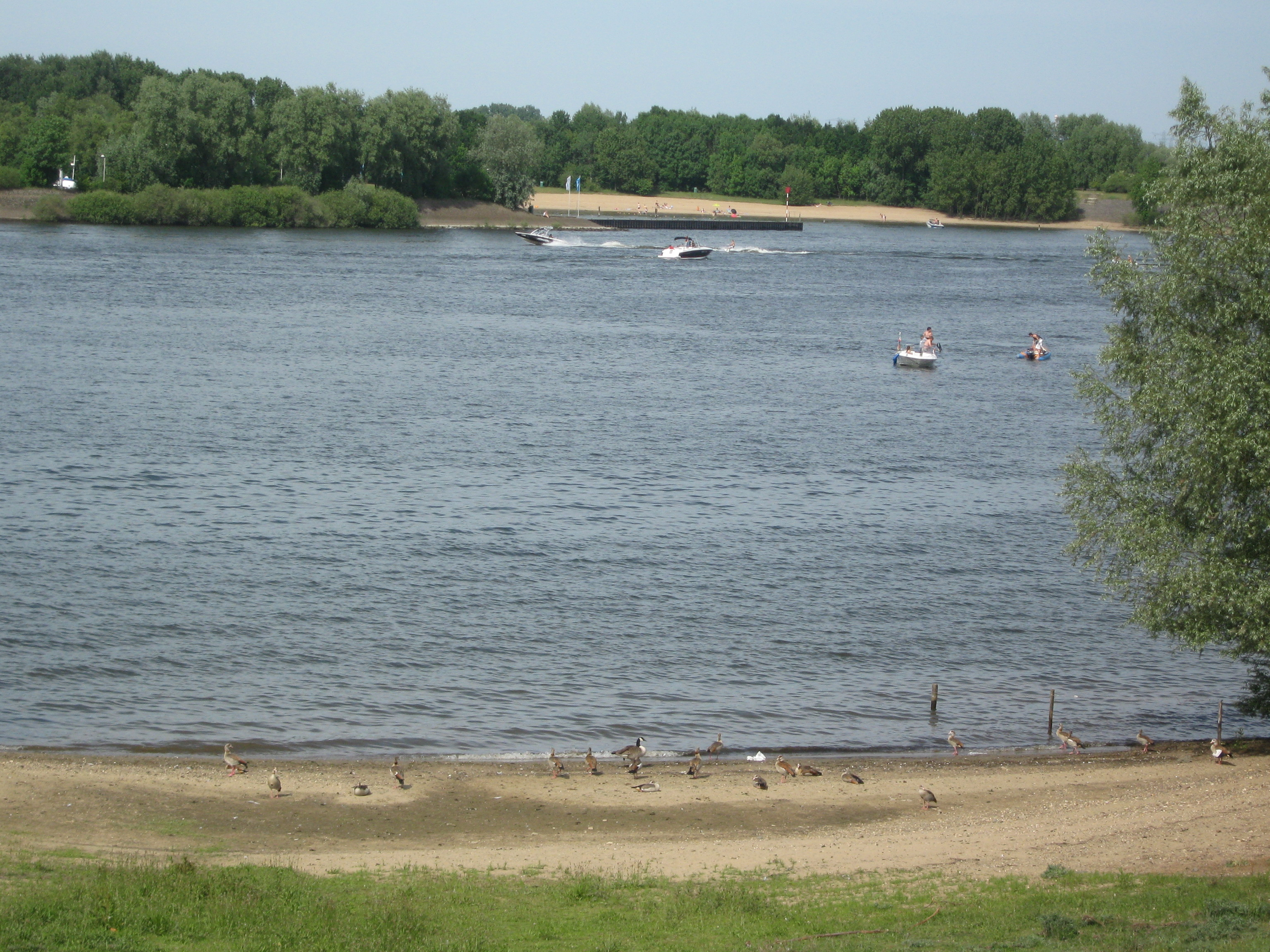
Maasplas Heerenlaak bij Maaseik

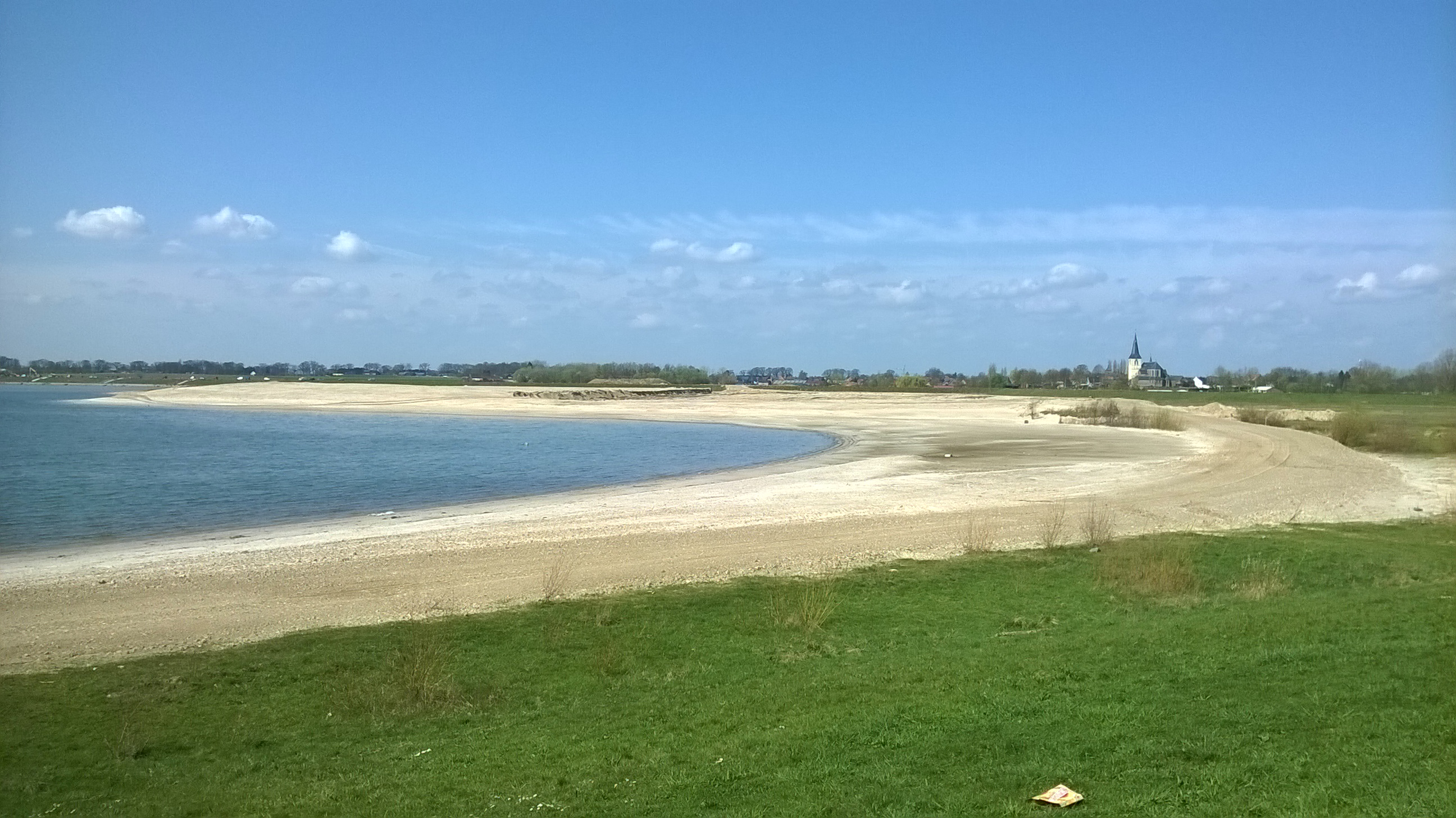
Boterakkerplas bij Kessenich

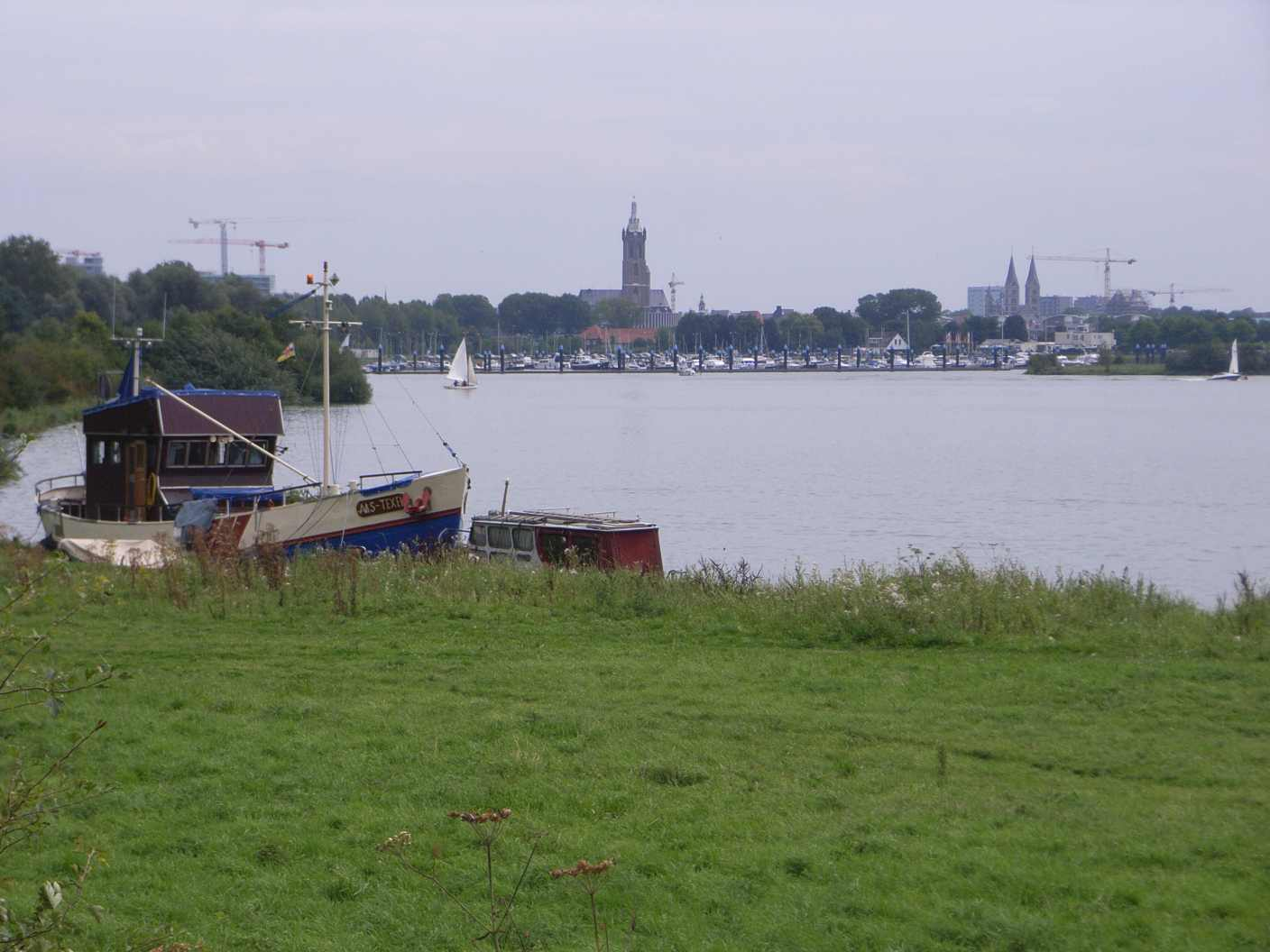
Een van de Maasplassen bij Roermond

De Maasplassen zijn kunstmatige meren aan de Maas in het Limburgse Maasland. Ze liggen zowel in Belgisch- als Nederlands-Limburg. Hun gezamenlijke oppervlakte bedraagt ongeveer 30 km². Elerweerd is een ontgrindsgebied dat na 2034 een Maasplas zal worden.
De Maasplassen zijn grindgaten, ze ontstonden door de winning van grind dat er voorkomt dankzij afzetting door de Maas. Grindwinning aan de Maas begon al in de 19e eeuw. Na de Tweede Wereldoorlog begonnen ondernemingen de uiterwaarden grootschalig af te graven. Na 1990 is de grindwinning afgebouwd, al wordt er nog op enkele plaatsen grind gedolven.
De grindgaten bleven als grote littekens in het dal van de Maas achter. Een nieuwe bestemming werd gevonden in de waterrecreatie. Er kwamen stranden, watersportgebieden, natuurgebieden, jachthavens en campings. Het plassengebied tussen Thorn en Roermond vormt een 15 km² groot aaneengesloten recreatiegebied. Veel Maasplassen in België maken deel uit van het Rivierpark Maasvallei.

## Panoramafoto's

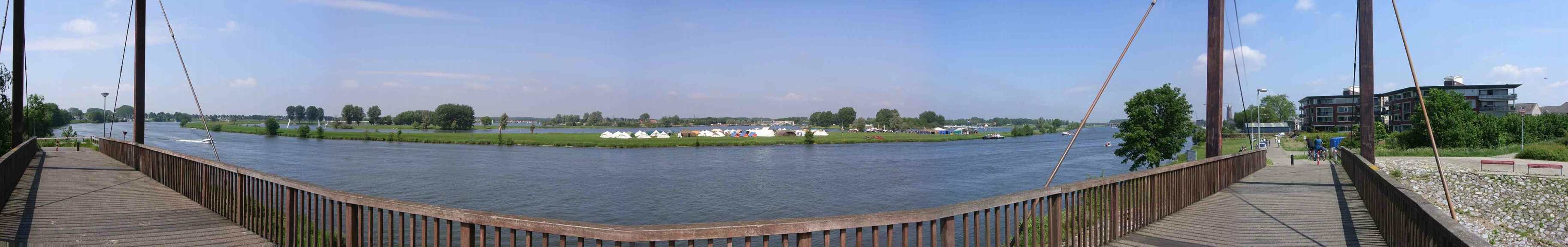
Maas en Maasplassen vanaf 't Ham (Roermond)

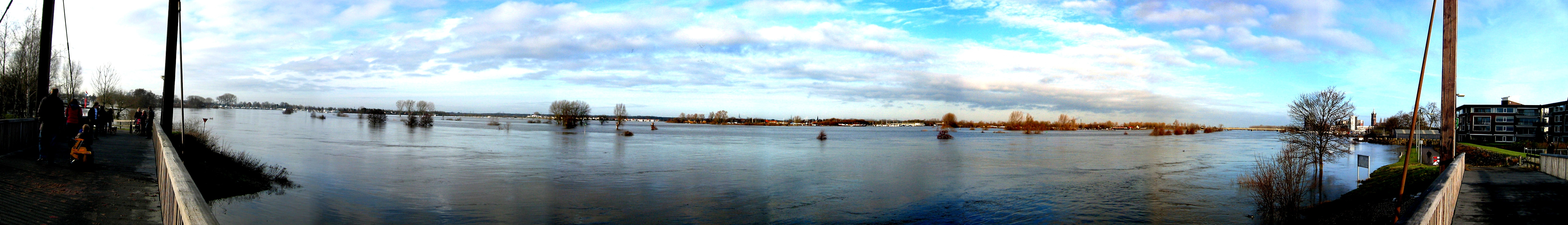
Maas en Maasplassen vanaf 't Ham bij hoogwater

## Westoever
| Deelgemeente         | Maasplas                                                                     | Max. omvang (km²) | Nieuwe bestemming                                                                            |
| -------------------- | ---------------------------------------------------------------------------- | ----------------- | -------------------------------------------------------------------------------------------- |
| Lanaken en Neerharen | Hochter Bampd                                                                | 0,1               | natuur                                                                                       |
| Uikhoven             | De Kup                                                                       | 0,3               | landbouw                                                                                     |
| Boorsem              | Middelste Veld                                                               | 0,7               | landbouw                                                                                     |
| Eisden en Leut       | Maasbempder Greend                                                           | 0,3               | natuur                                                                                       |
| Stokkem              | Kerkeweerd Negenoord                                                         | 0,8 0,6           | natuur                                                                                       |
| Dilsen               | Maasveld                                                                     | 0,07              | natuur                                                                                       |
| Rotem                | Meerheuvel Bichterweerd                                                      | 0,9               | natuur                                                                                       |
| Elen                 | Elerweerd                                                                    |                   | (in bedrijf)                                                                                 |
| Maaseik              | Heerenlaak                                                                   | 1,3               | watersport, jachthaven, camping, monding van de Bosbeek                                      |
| Ophoven en Kessenich | Spaanjerdplas                                                                | 2,7               | dagstrand, jachthaven De Spaanjerd, camping, landbouw, bedrijventerrein Agropolis            |
| Kessenich            | Dragesaplas                                                                  | 0,7               | watersport, natuurgebieden Kollegreend en Koningssteen                                       |
| Thorn en Wessem      | Grote Hegge                                                                  | 2,5               | dagstrand, duikplaats, natuurgebied Koningssteen, jachthaven Comfortparc, Prins Mauritshaven |
| Wessem               | Polderveld Slaag                                                             | 0,1               | natuur                                                                                       |
| Heel en Panheel      | St.-Antoniusplas Leerkeven St.-Annabeemden Tesken Boschmolenplas Heelderpeel | 0,1 0,9 1,5 0,1   | natuur Fun Beach natuur bungalowpark, jachthaven bungalowpark                                |
| Linne                | Spoorplas Gerelingsplas                                                      | 0,4 0,5           | natuur                                                                                       |
| Beegden              | Lange Vlieter Smalbroek Zuidplas                                             | 1,2 0,2 0,3       | natuur jachthaven en camping "Oolder Huuske"                                                 |
| Roermond en Horn     | Plas Hatenboer                                                               | 1,6               | jachthaven en camping "de Hatenboer"                                                         |
| Roermond             | Donkernack Doevesbeemd                                                       | 0,1               | natuur jachthaven en camping "De Weerd"                                                      |
| Horn                 | Noorderplas                                                                  | 0,5               | Sunset Lounge Beachclub                                                                      |
| Buggenum             | / Bouxweerd                                                                  | 0,1 0,08          | Maascentrale en Willem-Alexander Centrale natuur                                             |
| Neer                 | Wijnaerden                                                                   | 0,3               | natuur, haven van Hanssum                                                                    |
|                      | totaal:                                                                      | 20,2 km²          |                                                                                              |

## Oostoever
| Deelgemeente | Maasplas | Max. omvang (km²) | Nieuwe bestemming |
| ------------ | -------- | ----------------- | ----------------- |
| Asselt       | -        | -                 | -                 |
| Ool          | -        | -                 | -                 |
| Stevensweert | -        | -                 | -                 |
| Ohe en Laak  | -        | -                 | -                 |